# ケン・カーティス
ケン・カーティス（Ken Curtis、1916年7月2日 - 1991年4月28日）は、アメリカ合衆国の俳優。コロラド州出身。

## 出演作品
- 雪山の聖夜
- ガンスモーク／雪原の追跡
- アラモ（アルメロン・ディッキンソン）
- 大蜥蜴の怪
- 人喰いネズミの島
- 騎兵隊
- 荒鷲の翼
- 捜索者（チャーリー・マッコリー）
- ガンスモーク（フェスタス・ハーゲン）
- ミスタア・ロバーツ
- ロビン・フッド （ナッツィ）